# Le Chesnay-Rocquencourt
Le Chesnay-Rocquencourt este o comună nouă franceză rezultată la 1 ianuarie 2019 din fuziunea comunelor Le Chesnay și Rocquencourt, situate în departamentul Yvelines, în regiunea Île-de-France. 

## Geografie

### Localizare
Orașul Le Chesnay-Rocquencourt este situat la 17 km vest de Paris, la mai puțin de 4 km nord de Versailles. Orașul aparține câmpiei Versailles, la o altitudine medie de 130 de metri, fiind mărginit la nord de relieful acoperit de pădurea Marly. În sud-vest este ocupat de domeniul Chèvreloup, adiacent parcului Versailles și care găzduiește arboretumul cu același nume, acoperind aproximativ jumătate din comună; la nord, include marginea sudică a pădurii Marly, în timp ce spațiul situat la est de D186 este acoperit de marile ansambluri rezidențiale Domaine și Parly 2.
Triunghiul Rocquencourt, care este nodul rutier al autostrăzilor A13 și A12, se află de fapt în comuna vecină Bailly.

### Comune limitrofe
| Louveciennes | La Celle-Saint-Cloud | Vaucresson (Hauts-de-Seine) |
| Bailly       |                      | Versailles                  |
| Versailles   | Versailles           | Versailles                  |

### Hidrografie
Partea vestică a comunei este drenată de pârâul Chèvreloup, afluent al pârâului Gally, care izvorăște din domeniul Chèvreloup. O mare parte din nord-estul comunei este acoperită de pădurea Fonds-Maréchaux (stejari și castani).

### Climă
În 2010, clima comunei este de tipul climatului oceanic degradat al câmpiilor din Centru și Nord, conform unui studiu al Centrului Național de Cercetare Științifică (CNRS) pe baza unui set de date care acoperă perioada 1971-2000 bazat pe o serie de date din perioada 1971-2000. În 2020, Météo-France a publicat o tipologie a climatului pentru Franța metropolitană, în care comuna este expusă unui climat oceanic și se află în regiunea climatică Sud-vest a bazinului Parisian, caracterizată printr-o ploaie redusă, în special primăvara (120-150 mm) și un iarnă rece (3,5 °C).
Pentru perioada 1971-2000, temperatura anuală medie este de 11,1 °C, cu o amplitudine termică anuală de 15,2 °C. Cumulul anual mediu de precipitații este de 658 mm, cu 10,9 zile de precipitații în ianuarie și 7,8 zile în iulie. Pentru perioada 1991-2020, temperatura medie anuală observată la stația meteorologică Météo-France cea mai apropiată, situată în comuna Toussus-le-Noble la 9 km distanță, este de 11,5 °C, iar cumulul anual mediu de precipitații este de 677,0 mm.
Parametrii climatici ai comunei au fost estimați pentru mijlocul secolului (2041-2070) conform diferitelor scenarii de emisie de gaze cu efect de seră, bazate pe noile proiecții climatice de referință DRIAS-2020. Aceștia pot fi consultați pe un site dedicat publicat de Météo-France în noiembrie 2022.

## Urbanism

### Tipologie
La 1 ianuarie 2024, Le Chesnay-Rocquencourt este clasificată ca mare centru urban, conform noii grile comunale de densitate cu șapte niveluri definită INSEE (Institutul Național de Statistică și Studii Economice) în 2022. Aceasta aparține unității urbane a Parisului, o aglomerație inter-departamentală care cuprinde 407 comune, dintre care face parte ca o comună din suburbii. În plus, comuna face parte din aria metropolitană a Parisului, fiind una dintre comunele de la periferie, această zonă reunind 1.929 de comune.

### Căile de comunicație și transporturile
Teritoriul comunei este traversat, în partea sa nordică și pe o axă est-vest, de autostrada A13 (ieșirea 6), precum și, în centru și pe o axă nord-sud, de drumul departamental D321, care duce la La Celle-Saint-Cloud și Bougival spre nord și la Versailles spre sud. Este mărginit, ca limite sud-vestice și sudice cu Versailles, de drumul departamental D186, care duce spre Saint-Germain-en-Laye spre nord și spre Versailles spre sud, și, ca limite nordice cu La Celle-Saint-Cloud, de drumul departamental D307, axă est-vest care duce la Vaucresson și Saint-Cloud spre est și la Bailly și Noisy-le-Roi spre vest.

## Toponimie
Numele Chesnay este atestat sub formele latine Canoilum în 1122, Chesneium, Chesnetum în secolul al XIII-lea și Le Chenay în 1793.
Toponimul Le Chesnay este o formă arhaică pentru "la Chênaie" (stejăretul) în franceza veche. Sufixul galo-roman -ETU(m) a evoluat în -ey/-ay, masculin, și -ETA > -aye > -aie, feminin. Acest sufix cu valoare colectivă servește la desemnarea unui "ansamblu de arbori aparținând aceleiași specii". Cuvântul chêne (stejar, inițial chaisne > chesne) provine din galicul cassanos.
Numele Rocquencourt este atestat sub formele latinizate Rocconis curtum în 678, Rocconcurtis în 691, Rocconis Curtis în 862, în secolul al VII-lea ("domeniul lui Roccon", vasal al lui Theuderic al III-lea, regele Neustriei, Burgundiei și Austrasiei), Rocencort în 1209, Roquencort în 1230, Rocancourt în secolul al XVIII-lea.
Sens incert, dar ar putea fi vorba de un nume de persoană de origine germanică, Roccon (rădăcina hrok = corb).

## Istorie
Noua comună este creată la 1 ianuarie 2019 printr-un ordin prefectoral din 29 noiembrie 2018.
Le Chesnay a fost un cătun al Rocquencourt până în 1683. Rocquencourt a fost un cătun al Le Chesnay până în 1730.

## Populația și societatea

### Date demografice
Evoluția numărului de locuitori este cunoscută prin recensămintele populației efectuate în comună începând din 2019. Pentru comunele cu mai puțin de 10 000 de locuitori, un recensământ al întregii populații este realizat la fiecare cinci ani, populațiile legale pentru anii intermediari fiind estimate prin interpolare sau extrapolare.
În 2022, comuna număra 31 064 locuitori.
| An        | 2019   | 2020   | 2021   | 2022   |
| --------- | ------ | ------ | ------ | ------ |
| Populație | 31 233 | 31 057 | 30 924 | 31 064 |

## Cultură locală și patrimoniu

### Locuri și monumente

#### Rocquencourt
- Perioada medievală este reprezentată doar de două cuptoare culinare ulterioare secolului al X-lea, care țin de o utilizare comunitară[32].
- Vechiul castel Rocquencourt[33].
- Ceasul care se află pe marginea RN 186, în fața vechii primării, datează din 1844. A fost oferit comunei de primarul de atunci, Beer Léon Fould, bancher la Paris și tatăl ministrului celei de-a Doua Republici și al celui de-al Doilea Imperiu, Achille Fould.
- Rocquencourt găzduiește arboretumul Chèvreloup pe 150 ha (restul de 50 ha ale domeniului se află pe teritoriul comunei Versailles), a cărui intrare se află la nr. 30 pe Route de Versailles (RN 186), fiind cel mai mare parc botanic din Franța.
- Rocquencourt găzduiește, în tabăra Voluceau, în vechile clădiri ale cartierului general al Forțelor Aliate în Europa (SHAPE), sediul INRIA, precum și, din 1967, serviciile tehnice ale brigăzii de pompieri din Paris.

Cu un efectiv total de două sute douăzeci și două de persoane, aceste servicii tehnice au misiunea de a menține în stare operațională cele opt sute de vehicule ale brigăzii. De asemenea, au misiunea de a gestiona, întreține, repara, controla, testa, depozita, inventaria, scoate din uz și înlocui multitudinea de materiale diverse, țevi, scări, lănci de incendiu, extinctoare, aparate respiratorii, pompe, piese de schimb, carburanți, arme și muniții, scule și mașini, motoare diverse, produse de stingere, oxigen, dioxid de carbon și produse medicale, material nuclear și de decontaminare, pe scurt, tot ceea ce este indispensabil brigăzii pentru buna îndeplinire a misiunii sale.

#### Le Chesnay
- Biserica Saint-Germain, cea mai veche, datează din 1805. Este situată în nordul comunei, la granița cu Rocquencourt, și este învecinată cu cimitirul comunal. În acesta din urmă a fost instalat monumentul eroilor comun comunelor Le Chesnay și Rocquencourt.
- Biserica Saint-Antoine-de-Padoue, situată la granița cu Versailles, nu departe de Place de la Loi din Versailles. A fost construită în 1910 în stil neogotic, cu pereți exteriori din piatră. Are vitralii de la Maison Lorin din Chartres, care reproduc viața Sfântului Anton, și orgi Cavaillé-Coll din 1913.
- Biserica Notre-Dame-de-la-Résurrection, în stil modern, deschisă în 1970, este situată în apropiere de Parly 2.
- Templul mormon numit "de Paris": autorizat în octombrie 2011, început în 2013. Inaugurat în 2017, este de atunci primul templu al Bisericii lui Isus Hristos a Sfinților din Ultimele Zile din Franța metropolitană și unul dintre cele mai mari din Europa. Este situat la numărul 46 pe bulevardul Saint-Antoine, arteră care mărginește Versailles; include o grădină deschisă publicului, clădiri administrative și hoteliere, pe lângă lăcașul de cult propriu-zis.
- Stela comemorativă cu bustul aviatorului Pierre Clostermann[34].

- Castelul Haut Bel-Air, situat la numărul 156 pe strada Versailles, era inițial o casă a unui fântânar, element al sistemului hidraulic al parcului și castelului Versailles, în legătură cu mașina de Marly, care a fost vândută ca bun național în timpul Revoluției Franceze. Atât castelul, cât și parcul său, au fost extinse de diferiții săi proprietari, printre care doctorul Philippe Ricord, care își primea aici prietenii și se dedica cultivării florilor. Achiziționat în 1891 de contele Edmond de Martimprey, a rămas în familia sa până în 1947, când a fost cumpărat de orașul Versailles pentru a fi folosit ca o colonie de vacanță, până când a fost achiziționat de orașul Le Chesnay în 1981. În prezent, găzduiește un Institut Medico-Educativ (I.M.E.). Parcul este deschis publicului. Se remarcă prezența, lângă castelul care este o reședință compozită, a unui turn-porumbar ornamental hexagonal, a cărui restaurare a fost decisă.

##### Castelul Grand-Chesnay
Sub Vechiul Regim, a găzduit pentru o perioadă, în secolul al XVII-lea, Micile școli de la Port-Royal, care au fost închise prin ordin regal. Printre elevi s-a numărat și tânărul Jean Racine. Ulterior, a fost proprietatea unor funcționari ai monarhiei, cum ar fi Antoine de Ratabon sau Louis de Verjus, conte de Crécy. Reconstruit, a aparținut lui Jean-Baptiste Caruel, apoi fiului său, Paul Caruel de Saint-Martin. În timpul Belle Époque, a fost unul dintre elementele Salonului muzical al doamnei Maurice Sulzbach. Ultimul său châtelain a fost Pierre Aubert, cofondator în 1907 al companiei Aubert et Duval. După moartea sa în 1965, descendenții săi au locuit domeniul câțiva ani, dar au fost expropriați pentru a permite crearea spitalului André-Mignot, inaugurat în 1981. În omagiu adus familiei Aubert, numele acesteia a fost dat părții rămase a parcului, deschisă publicului, precum și creșei construite în vechea Orangerie a dependințelor. Redenumit Pavilionul Aubert, acesta găzduiește serviciul de psihiatrie și serviciul de biologie medicală.
Centrul de transfuzie sanguină a fost construit, printre altele, pe locul grădinii de legume a castelului.
Castelul are forma unei potcoave, în jurul curții de onoare de formă octogonală, închisă de o poartă și un grilaj din fier forjat. Castelul are două niveluri. Partea centrală are un al treilea nivel, ceea ce o face partea principală.
Curtea dependințelor, care accesează curtea de onoare printr-un portic, este situată între castel, locul grădinii de legume și biserica Saint-Germain.
Castelul a fost restaurat, este întreținut și permite existența unui monument conservat în parcul său.
Accesul la parc și la castel prezintă încă porți magnifice din lemn.
Parcul castelului, care prezintă două perspective de o parte și de alta a corpului principal al castelului, cuprinde o grădină în stil francez, cu un bazin, numit bazinul lui Neptun, la capătul uneia dintre perspective.
Acest parc este deschis publicului și, datorită apropierii sale, și convalescenților spitalului.
În acest parc, care conține stejari, castani sălbatici și castani comestibili, se înălța un cedru libanez imens, vechi de mai multe secole, care servea drept punct de reper pentru piloții de avioane.
În anii 1960, iarna se puteau zări vulpi care uneori braconau găinile fermei vecine. Parcul a găzduit, de asemenea, după război, o crescătorie de câini ciobănești germani.

### Personalități
- Air, grup de muzică electronică ai cărui membri sunt Jean-Benoît Dunckel și Nicolas Godin.
- Nicolas Anelka (născut în 1979), fotbalist internațional francez.
- Gilbert Bécaud (1927-2001) a achiziționat aici, în 1956, o proprietate cu o grădină și un mic parc, unde a locuit primindu-și numeroșii prieteni și textieri. Aici a compus unele dintre cele 400 de cântece ale sale, printre care „Nathalie” sau „Et maintenant”. A părăsit orașul în jurul anului 1972[35].
- În partea veche a cimitirului comunal este înmormântat colonelul de aviație Pierre Clostermann, unul dintre așii celui de-al Doilea Război Mondial (33 de victorii omologate), om de afaceri în industria aeronautică.
- Laura Georges (născută în 1984), fotbalistă franceză care a jucat, printre altele, pentru Olympique Lyonnais și Bayern München și în echipa națională de fotbal a Franței.
- Théodore Géricault (1791-1824) a locuit la Le Chesnay între 1812 și 1818[36]. Atunci locuia la unchiul său matern, Jean-Baptiste Caruel, un mare burghez normand care făcuse avere din fabricile de tutun. Acesta din urmă achiziționase castelul Le Chesnay în 1802 și fusese numit primar al comunei. În 1807, Géricault asistă la căsătoria unchiului său cu tânăra Alexandrine de Saint-Martin, probabil în timpul primei sale șederi la Le Chesnay[36]. Unchiul său îl ajută finanțându-i cursurile la pictorul Carle Vernet. În 1809, Géricault este nașul fiului unchiului său, Paul Caruel de Saint-Martin, care va deveni ulterior primar al Le Chesnay. În această perioadă, Géricault locuiește intermitent la Le Chesnay și are o relație cu mătușa sa prin alianță, Alexandrine, din care se naște un fiu, Georges Hippolyte, în 1818. Un caiet de desene pe care le-a făcut la Le Chesnay în acea vreme se află la Art Institute of Chicago[36]. Unele dintre subiectele desenelor nelegendate din acest album au fost identificate în 2018[37]. În jurul anului 1813, Géricault pictează o firmă pentru potcovarul din Rocquencourt, Joseph Fouré (1777-1867). Lucrarea aparține în prezent Kunsthaus din Zürich.
- Elizabeth Ann Haryett, cunoscută sub numele de Miss Howard (1823-1865), contesă de Beauregard (castelul Beauregard se afla în La Celle-Saint-Cloud, pe vârful colinei care o separa de Le Chesnay, pe actualul domeniu Beauregard), înmormântată la Le Chesnay alături de fiul său, Martin-Constantin Haryett, conte de Béchevet (1842-1907). Ea a fost amanta și sprijinul financiar al lui Louis-Napoléon Bonaparte (viitorul Napoleon al III-lea).
- Marie-Amélie-Louise-Hélène d'Orléans (Amélie de Orléans), regină a Portugaliei și Algarvelor (n. 28 septembrie 1865 la Twickenham, Regatul Unit; d. 25 octombrie 1951 la castelul său Bellevue din Le Chesnay), înmormântată cu mare fast și cu toate onorurile cuvenite rangului său la Lisabona, într-un mormânt situat exact vizavi de cel al soțului său, regele Carlos I al Portugaliei, și al fiului lor, Luís Filipe, Prinț Regal, care au murit în timpul regicidului din 1 februarie 1908.
- Louis Picamoles (născut în 1986) este un jucător de rugby în XV internațional francez.
- Philippe Ricord (1800-1889), medic și chirurg, a locuit aici.
- Kevin Staut (născut în 1980), campion european la sărituri peste obstacole la Windsor în 2009 și numărul 1 mondial (iulie 2010 - aprilie 2011).
- Amaury Vassili, cântăreț.
- Youssouf Sabaly (născut în 1993), fotbalist internațional senegalez.
- Victor Wembanyama (născut în 2004) este un baschetbalist francez născut și crescut în Le Chesnay[38][39].